# Karl-Heinz Diemand
Karl-Heinz Diemand (* 5. November 1954 in Ötigheim) ist ein ehemaliger deutscher Fußballspieler.
Diemand begann in der B-Jugend des Karlsruher SC und wurde Jugendauswahlspieler; von 1973 bis 1975 absolvierte er 20 Spiele für den Profikader des Vereins, in denen ihm drei Tore gelangen. Ab 1975 spielte der offensive Mittelfeldspieler für den Offenburger FV und von Juli 1979 bis Dezember 1980 für Rot-Weiss Essen mit 39 Zweitligaeinsätzen und einem Relegationsspiel (gegen seinen alten Verein Karlsruhe) bei insgesamt sieben Toren. Nach einem Achillessehnenriss musste Diemand seine Karriere im Alter von 27 Jahren beenden und wurde Versicherungsvertreter.